# Daniel Goldberg
Pour les articles homonymes, voir Daniel Goldberg et Goldberg.
Daniel Goldberg, né le 24 août 1965 à Saint-Denis, est un homme politique et enseignant français.
Il est député socialiste de la 3e circonscription de la Seine-Saint-Denis de 2007 à 2012, puis de la 10e circonscription de 2012 à 2017. Il est particulièrement impliqué dans les questions de logement en tant que rapporteur de ce budget lors de son second mandat.

## Biographie

### Origines et formation

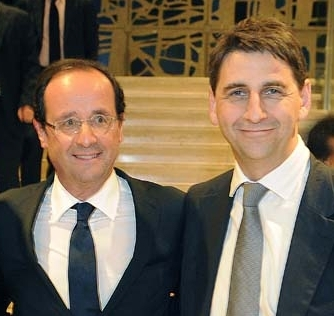
Avec François Hollande à Bondy.

Né le 24 août 1965 à Saint-Denis (département de la Seine, actuelle Seine-Saint-Denis), Daniel-Armand Goldberg est le fils de marchands de vêtements installés à La Courneuve depuis les années 1930, où il passe sa jeunesse. 
En couple et père de deux enfants, il s'installe ensuite aux Lilas.
Il suit un diplôme d'études universitaires générales (DEUG) en sciences des structures de la matière, puis une licence et une maîtrise en mathématiques appliquées à l'université Paris-XIII, avant de soutenir une thèse de doctorat en physique à l’université Paris-VI.

### Vie professionnelle
Il est maître de conférences en mathématiques appliquées à l'université Paris-VIII de 1993 à 2007. Il est placé en détachement durant la durée de son mandat parlementaire.

## Parcours politique

### Premiers engagements (1980-1995)
En 1980, alors qu'il est au lycée, il est marqué par le « mouvement social en Pologne ». Dès 1981, à 16 ans, il milite au Parti socialiste (PS),. En 1984, il participe à la création de SOS Racisme, dont il devient l'un des responsables, en Seine-Saint-Denis et au niveau national. Il prend part à la fondation de la première « maison des Potes » à Saint-Denis en 1988. Parallèlement, en 1986, alors qu'il est à Paris-XIII, il participe au mouvement étudiant contre le projet de loi Devaquet et, à la même période, il anime un courant et occupe des responsabilités nationales à l’Union nationale des étudiants de France – Indépendante et démocratique (UNEF-ID), syndicat étudiant majoritaire des années 1980.
Au PS, il est membre des courants Question socialiste — aux côtés de Julien Dray, Thaima Samman et Isabelle Thomas — puis Gauche socialiste.

### Élu de la Seine-Saint-Denis (depuis 1995)
Candidat aux cantonales de 1992 (9,25 %) puis de 1998 (22,68 % des voix) sur le canton de La Courneuve, Daniel Goldberg est élu en 1995 conseiller municipal de La Courneuve sur la liste d'union de la gauche de James Marson, puis est élu adjoint au maire chargé de la santé et président du centre municipal de santé. Renouvelé en 2001 sur une liste d'union de la gauche, il démissionne de sa fonction d'adjoint au maire en 2005 lorsqu’il devient vice-président de Plaine Commune.
Il est élu conseiller régional d'Île-de-France en mars 2004 jusqu'en 2007. Avec Stéphane Troussel, il signe une tribune en défaveur du nouveau mode de scrutin régional, qui désavantagerait la Seine-Saint-Denis. Il s'implique sur les dossiers liés à l'urbanisme et au logement et à l’aménagement du territoire. Localement, il soutient la rénovation du RER B et le prolongement de la ligne 12 du métro à Aubervilliers. Il participe à la mise en place de la nouvelle politique régionale du logement en décembre 2005 et à la révision du schéma directeur de la région Île-de-France (SDRIF).
En 2005, il s'oppose au traité constitutionnel européen (TCE) et rejoint Laurent Fabius, qu'il soutient lors de la primaire organisée en novembre 2006 pour désigner le candidat socialiste à la présidentielle.
Devenu député en juin 2007, il quitte le 26 octobre son mandat de vice-président de Plaine commune pour se concentrer sur son mandat parlementaire.
Candidat sur la liste menée par Stéphane Troussel à La Courneuve, battue par le maire PCF sortant Gilles Poux, il est réélu mais siège comme conseiller d'opposition. Il appuie la mobilisation réussie de riverains à La Courneuve contre l'installation par le Groupe Derichebourg d'un dépôt de bennes à ordures dans un quartier pavillonnaire. Il participe à la campagne lancée par un collectif citoyen pour la création d'une police municipale à La Courneuve : le conseil municipal accepte d'organiser un référendum local en juin 2011, qui rejette la proposition.

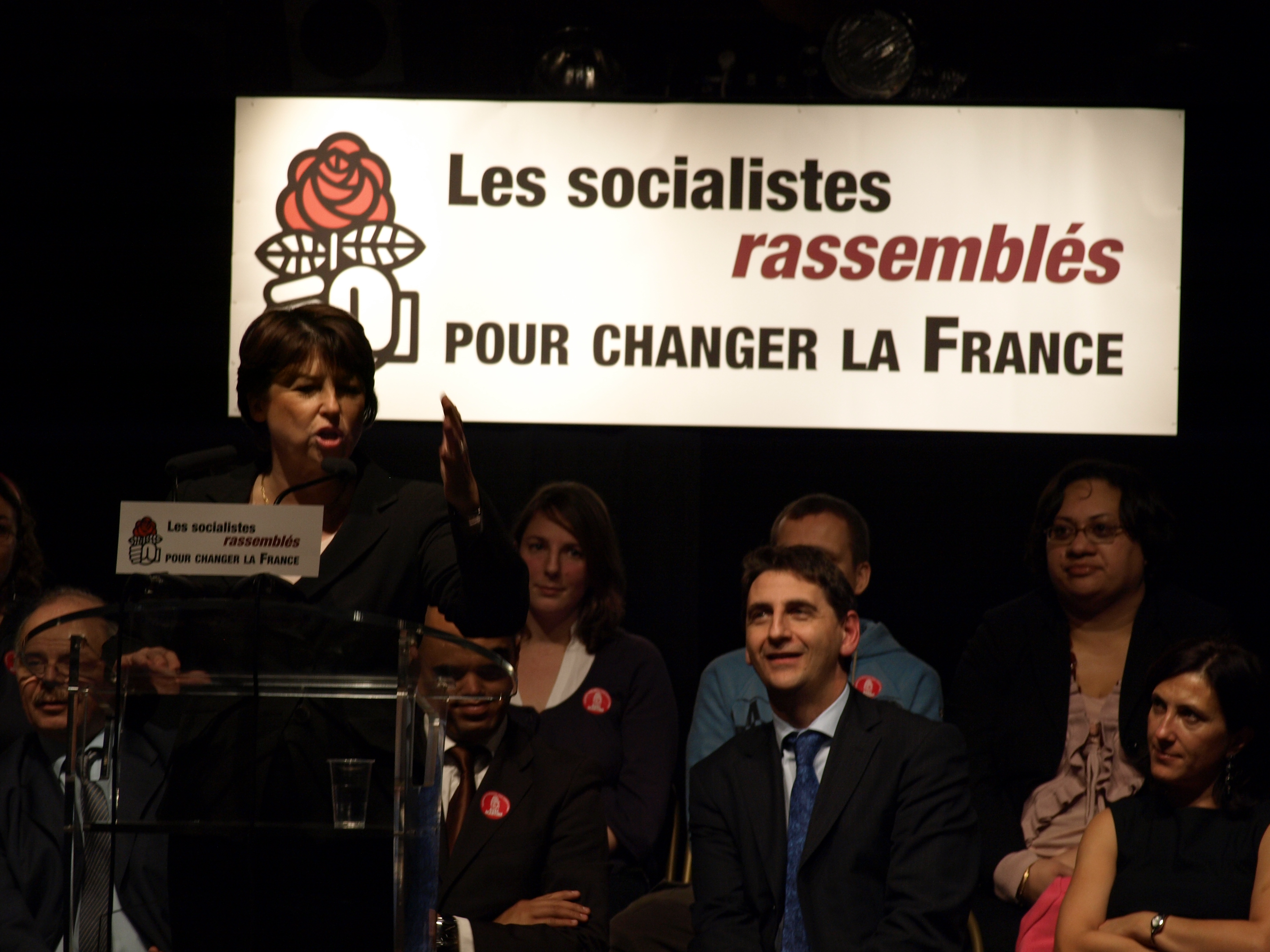
Daniel Goldberg aux côtés de Martine Aubry.

Au congrès de Reims du PS fin 2008, il soutient la motion D conduite par Martine Aubry. Il est l'un des responsables du Forum des idées du PS sur la ville, tenu à Lille le 6 novembre 2010, et qui donne lieu à la rédaction d'une tribune publiée dans Le Monde avec Frédéric Gilli et Dominique Perrault. Il devient un des proches de Martine Aubry.
En mars 2014, il figure en troisième position sur la liste de Gérard Ségura aux élections municipales à Aulnay-sous-Bois, qui obtient 39,29 % des voix au second tour face à la liste de droite. Il devient donc conseiller municipal d'opposition.
En 2018, il soutient la candidature d'Emmanuel Maurel pour le congrès d'Aubervilliers du PS. Il est candidat à la fonction de premier secrétaire de la fédération de la Seine-Saint-Denis avant de retirer sa candidature.
Conseiller municipal à Aulnay-sous-Bois, il est jugé avec les autres élus d'opposition en mars 2019 pour avoir qualifié d'homophobe un arrêté municipal pris en 2016 par le maire de la ville Bruno Beschizza pour faire interdire une campagne de prévention nationale contre le sida,,. Le 24 mai 2019, les élus et blogueurs poursuivis sont relaxés.
En janvier 2020, il annonce sa candidature aux élections municipales sur la liste de la maire sortante communiste d’Aubervilliers Meriem Derkaoui.

### Député (2007-2017)
Le PS l'investit en 2002 dans la troisième circonscription de Seine-Saint-Denis (qui comprend La Courneuve, Aubervilliers et Le Bourget), mais il doit retirer sa candidature à la suite d'un accord intervenu entre le PCF et le PS pour soutenir la députée communiste sortante Muguette Jacquaint face au communiste orthodoxe Jean-Jacques Karman[source insuffisante].
Avec sa suppléante Bâ Coulibaly est de nouveau investi candidat aux élections législatives de juin 2007 dans la 3e circonscription. Au second tour, il l'emporte avec 61 % des voix face à l'UMP Kamel Hamza, dans une circonscription historique du PCF.
Alors que la Seine-Saint-Denis doit perdre un député en vertu du redécoupage électoral de 2009, Marie-George Buffet obtient le rattachement de La Courneuve à sa circonscription en démantelant la troisième circonscription, séparant les villes d'Aubervilliers et de La Courneuve. Daniel Goldberg lui reproche alors d'avoir négocié avec l'UMP un « parachute doré » électoral. Le redécoupage est cependant voté par le Parlement et validé par le Conseil constitutionnel.
Il est un des animateurs du groupe de députés Solférino 2012, qui soutient la candidature de Martine Aubry à la primaire de gauche de 2011. Ce groupe dénonce la note du think tank Terra Nova, qui invite le PS à renoncer au vote ouvrier. Après le redécoupage électoral de 2009 séparant Aubervilliers de La Courneuve, il annonce son intention de se présenter sur la nouvelle sixième circonscription de la Seine-Saint-Denis. Cependant, celle-ci est réservée en novembre 2011 par le PS à une femme, à l'intention d'Élisabeth Guigou, décision qu'il conteste. Il est finalement désigné sur la 10e circonscription. Il est réélu en battant le sortant UMP Gérard Gaudron avec 56 % des voix.
En juillet 2012, il cofonde La Gauche durable, avec notamment Laurence Rossignol, Philippe Martin, Barbara Romagnan et Pouria Amirshahi. Avec 38 autres députés, il cosigne une tribune contre le cumul d'un mandat parlementaire avec une fonction exécutive locale.
Pour la primaire citoyenne de 2017, il soutient Arnaud Montebourg. Candidat à sa réélection lors des élections législatives de 2017, il arrive 4e au premier tour avec 14,42 % et est battu,. Alain Ramadier lui succède.

#### Logement et urbanisme

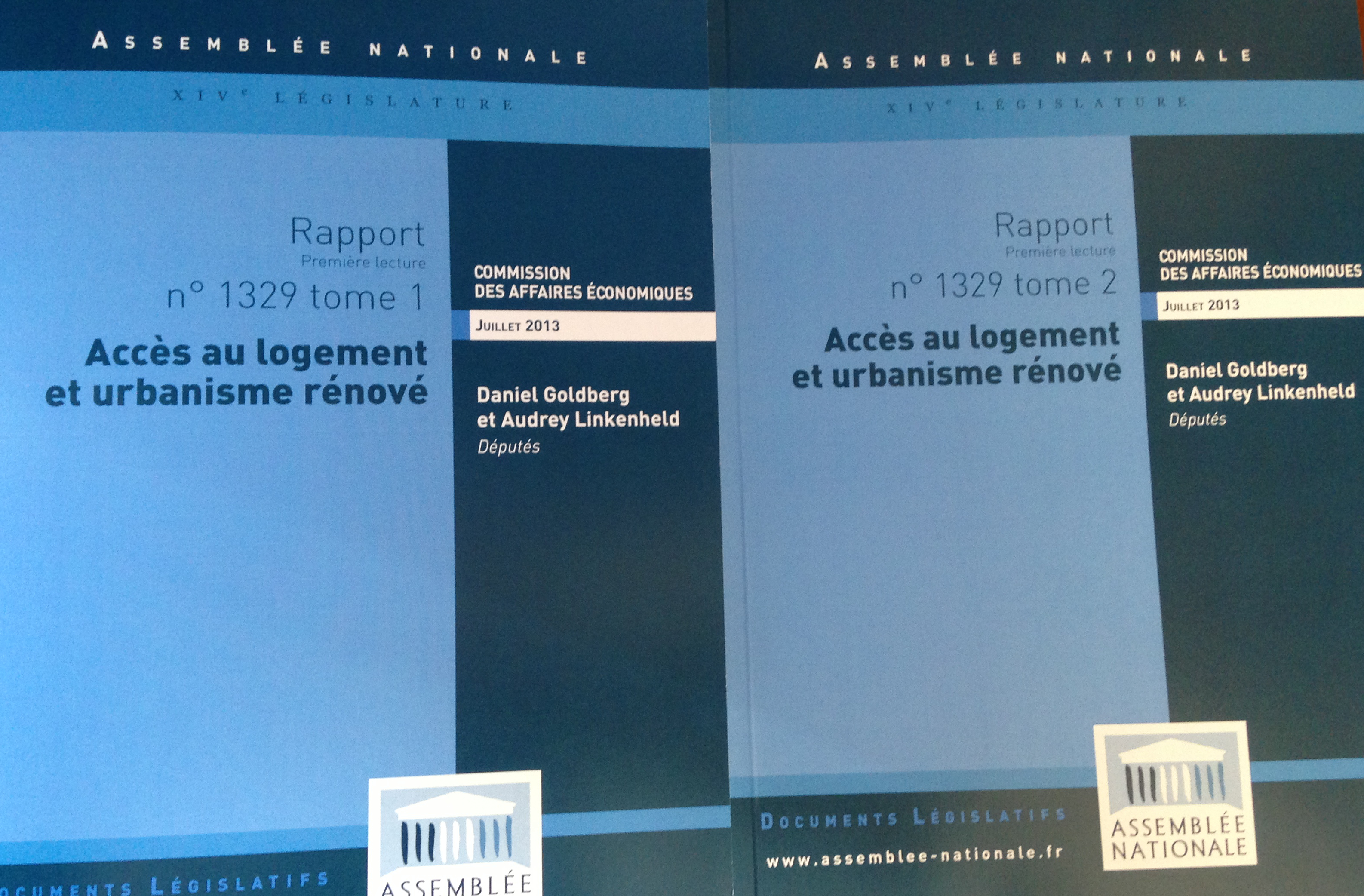
Rapport sur le projet de loi ALUR.

Il est parmi les principaux orateurs socialistes dans les débats sur la « loi Boutin » en février 2009, donnant l'explication du vote du groupe sur les conclusions de la commission mixte paritaire (CMP) le 19 février 2008 déplorant qu'il « n'y a[it] plus d'obligation de l'État pour le renouvellement urbain et la lutte contre l'habitat indigne, puisqu'il passent par l'ANAH et l'ANRU ». Avec la sénatrice Marie-Noëlle Lienemann, il milite pour une baisse de la TVA sur le logement social au taux de 5 %.
Il est co-rapporteur du projet de loi pour l'accès au logement et un urbanisme rénové (ALUR) présenté par Cécile Duflot et rapporteur du budget du logement. Il est impliqué dans le suivi des décrets d'application de la loi ALUR. Sur les questions du foncier, il remet en février 2016 un rapport parlementaire comprenant 30 propositions. Pour éviter la rétention de terrains constructibles, le rapport propose ainsi de relever la taxe foncière sur les propriétés non bâties, basée sur des montants obsolètes, tout en diminuant l'imposition des plus-values à la revente.
Après la victoire de Benoît Hamon à la primaire citoyenne de 2017, il est nommé responsable thématique « Politique de la ville, logement » avec Audrey Linkenheld de sa campagne présidentielle,.

#### Transports et aménagement
En 2012, il préside la commission d'enquête parlementaire sur le fonctionnement du réseau des RER, le rapport propose des modifications des schémas des circulations des lignes, une meilleure transparence de ses financements et des mesures rapides pour limiter les désagréments aux usagers et un centre de commandement unifié du RER B à Denfert-Rochereau, dont la réalisation est effective.
Il coanime en 2011 une mission d'information avec le député UMP Didier Gonzales sur la sûreté aérienne dans les aéroports, qui rend ses conclusions quelques jours avant que n'éclate un mouvement de grève de ces personnels pour lesquels les rapporteurs réclamaient d'« améliorer la reconnaissance des personnels de sûreté »,, puis il est l'orateur du groupe PS dans le texte consécutif sur l'exercice du droit de grève dans le secteur.
En novembre 2009, il est l'un des principaux orateurs du Groupe SRC lors du débat sur le Grand Paris. Lors des débats sur la Métropole du Grand Paris, il fait partie des soutiens au projet visant à regrouper les communes de la petite couronne parisienne dans une unique intercommunalité.

#### Lutte contre les discriminations
Reprenant une proposition de loi adoptée par le Sénat supprimant les entraves à l'accès des étrangers à certaines professions, son texte est rejeté par l'UMP en 2009 : « Le sénat avait adopté ce texte à l'unanimité en février 2009, le groupe UMP de l'Assemblée nationale l'a rejeté totalement en juin. Encore aujourd'hui, pour être membre du comité d'une publication destinée à la jeunesse, faut être français, par exemple »,. En juin 2016, les députés votent l'abrogation des conditions de nationalité pour certaines professions, suivant les recommandations du Défenseur des droits (membres du comité de rédaction d'une édition de publications destinées à la jeunesse, gérant de débit de boissons, titulaires du diplôme français d'État de chirurgien-dentiste...), dans le cadre du projet de loi Égalité et citoyenneté. 
Il est auteur de la proposition de loi visant à dépénaliser la solidarité avec les étrangers en situation irrégulière, à la suite de la sortie du film Welcome de Philippe Lioret, débattue à l'Assemblée nationale le 30 avril 2009. Son abrogation intervient en décembre 2012,.
Il reçoit l'aval du gouvernement pour inclure la lutte contre la discrimination à l'adresse parmi les cas de discrimination punis par le Code pénal et interdits par le Code du travail dans le cadre du projet de loi défendu en 2013 par François Lamy sur la politique de la ville,.
Engagé en faveur du droit de vote des étrangers aux élections locales, il considère en 2015 comme « une faute que les députés n'aient pas à délibérer sur le sujet. Il aurait fallu que l'on débatte à l'Assemblée nationale et qu'on prouve qui est favorable en appuyant sur le bouton de vote. »

#### Travail

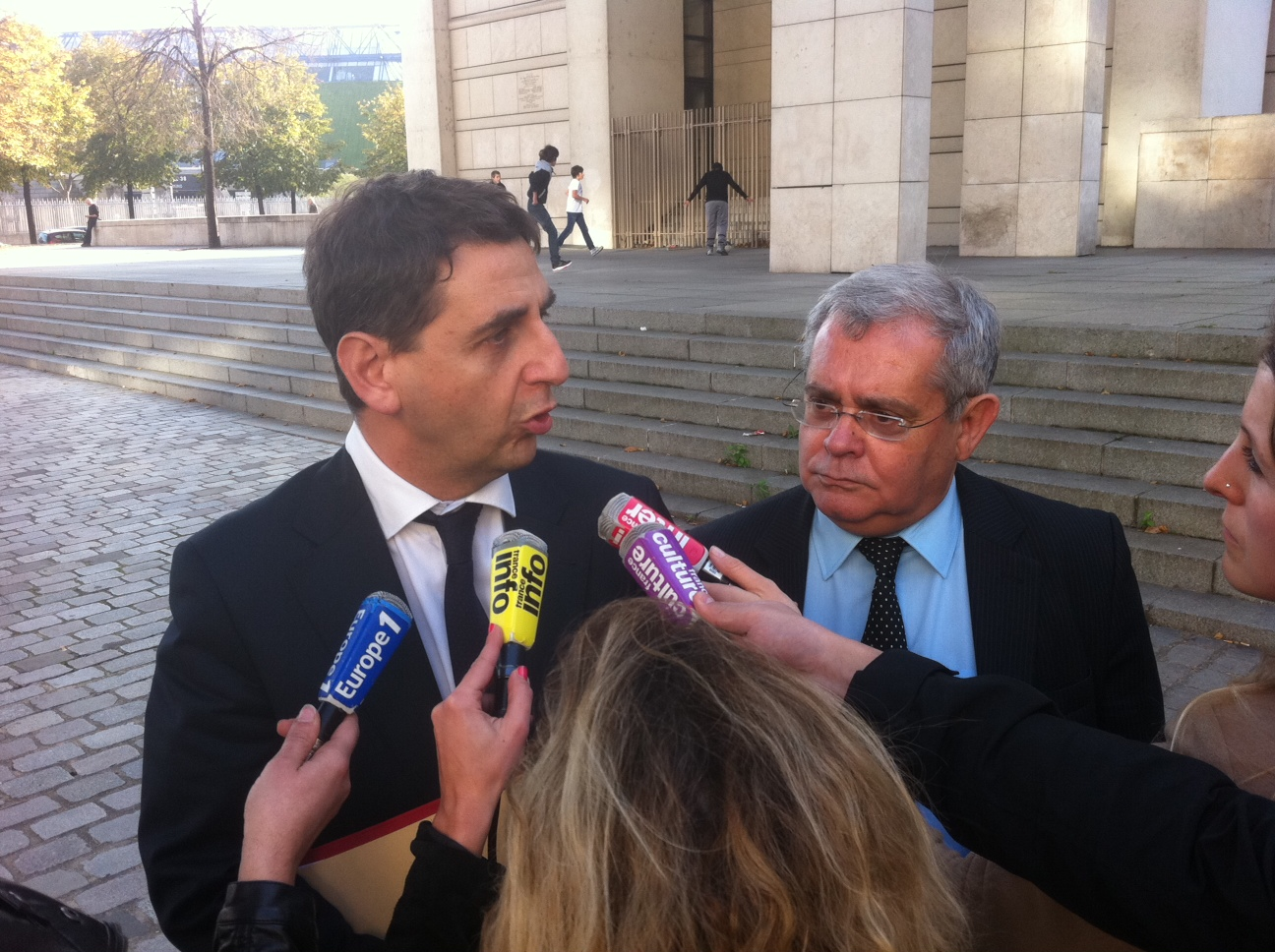
En 2012 avec Gérard Ségura devant le ministère des Finances au sujet des salariés de PSA.

Il se bat pour la sauvegarde de l'usine PSA d'Aulnay-sous-Bois, menacée de fermeture. À l'automne 2012, il est nommé rapporteur d'une mission d’information sur les coûts de production en France,. En plein débat sur la compétitivité des entreprises à la suite du rapport Gallois et à la mise en place du Crédit d'impôt pour la compétitivité et l'emploi (CICE), Daniel Goldberg explique :« Nous avons cherché à pointer les causes du décrochage économique, parmi lesquelles on trouve des problèmes de gamme, un manque d’innovation et un manque de robotisation. Mais il ne faut pas que la France soit la belle endormie. Nous devons rompre avec la croyance que l’avenir ne serait pas dans l’industrie » en remettant son rapport. Si certaines des 25 propositions suscitent un certain scepticisme (« faire converger les salaires et les droits en Europe, n° 14 »), sa remarque sur les effets des normes excessives sur la construction de logements sont mieux reçues. 
Après la fermeture du site d'Aulnay-sous-Bois, il souhaite lui faire garder vocation essentiellement industrielle, s'opposant en cela au maire UMP élu en 2014 qui veut y construire un grand nombre de logements. 
Il s'implique en 2008-2009 dans la lutte des salariés étrangers en situation irrégulière d'Alfa Services au Bourget, dont 22 des 30 grévistes reçoivent un titre de séjour. En 2015, il manifeste son soutien aux salariés d'Air France.

#### Un député «frondeur»
Il se fait remarquer par plusieurs votes ou prises de position ne reflétant pas la majorité de son parti ou de son groupe ; il vote ainsi contre la révision constitutionnelle de février 2008 ratifiant le traité de Lisbonne, puis s'abstient sur la ratification du mécanisme européen de stabilité (MES). 
Il devient un des animateurs du groupe des « frondeurs »,. Le 29 avril 2014, il est un des 41 députés socialistes qui s'abstiennent lors du scrutin approuvant le programme de stabilité présenté par Manuel Valls et prévoyant 50 milliards d'euros d'économie entre 2014-2017. En juin 2014, il cosigne l'« appel des 100 » critiquant le projet de loi de financement de la sécurité sociale (PLFSS) du nouveau gouvernement,. Il manifeste également son opposition à la loi Macron. Il est à l'origine du nom de Vive la gauche, courant représentant l'aile gauche du PS lors du congrès de Poitiers en 2015. 
En 2015, il s'oppose à la proposition d'une révision constitutionnelle pour étendre les possibilités de déchéance de nationalité, ce qui lui vaut un bras d'honneur du député Malek Boutih dans la salle des quatre colonnes au Palais Bourbon.
Il est un des orateurs des socialistes inquiets des dispositions du projet du loi travail défendue par la ministre Myriam El Khomri, estimant que le texte risque de mettre davantage en concurrence les entreprises et de tirer les conditions des salariés vers le bas. La section PCF d'Aulnay-sous-Bois regrette toutefois qu'il n'ait pas voté la motion de censure déposée par l'opposition parlementaire. Il est toutefois signataire d'une saisine du Conseil constitutionnel contre cette même loi.
Il est membre de l'équipe de campagne d'Arnaud Montebourg pour la primaire citoyenne de 2017.

#### Questions internationales

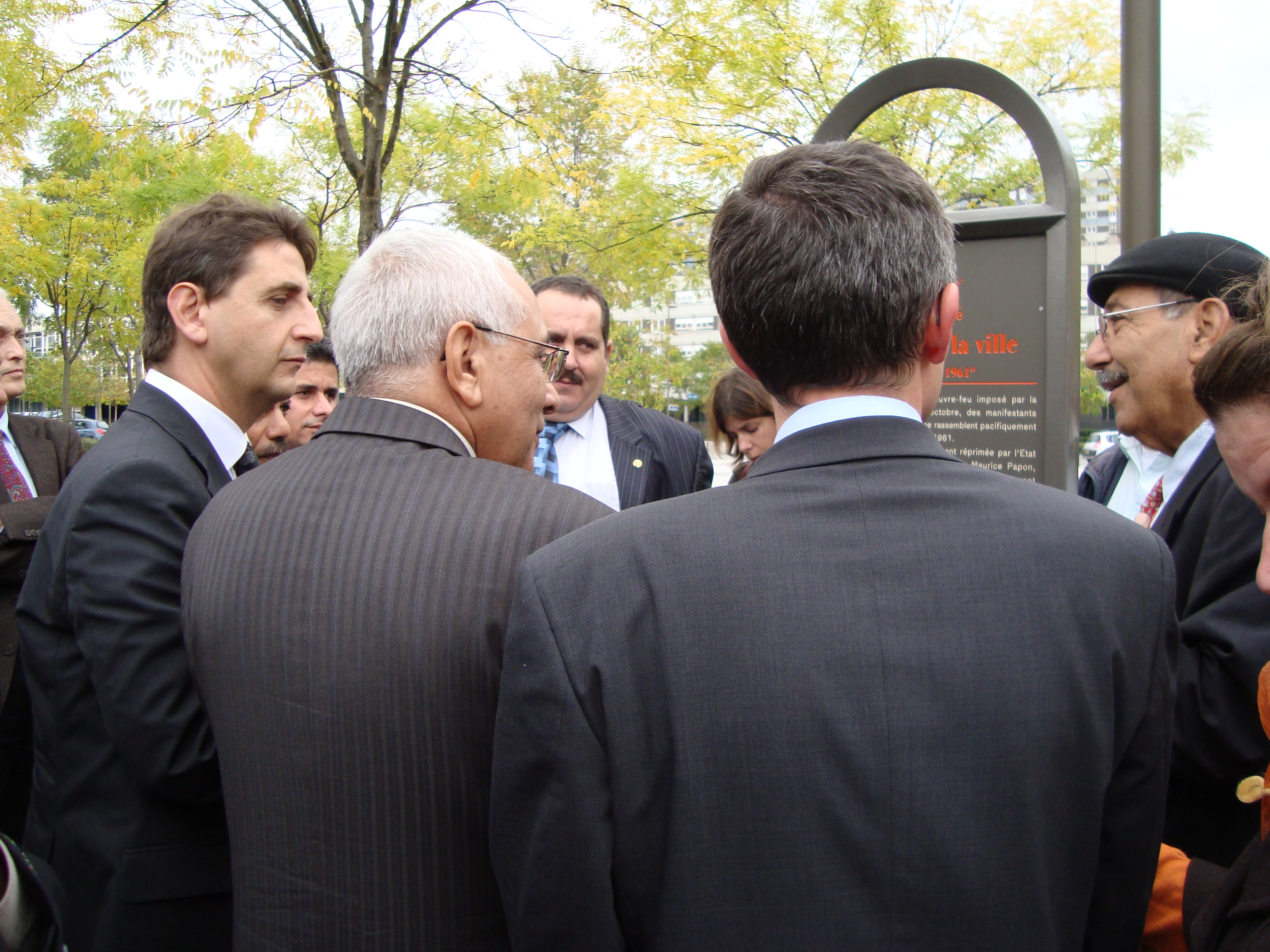
En 2008 avec une délégation parlementaire algérienne en visite en France.

Président du groupe d'amitié parlementaire entre la France et l'Union des Comores, il conduit la première mission parlementaire française à visiter les Comores depuis leur indépendance. Il s'indigne que cinq ans après le crash du Vol Yemenia 626 le Yémen fasse toujours obstacle à la publication officielle du rapport d'enquête. En 2016, il conduit une seconde mission parlementaire aux Comores et rencontre le président Azali Assoumani. En juin 2017,  il proteste contre la plaisanterie jugée douteuse du Président le la République Emmanuel Macron « le kwassa kwassa pêche peu, il amène du Comorien ».
Engagé pour la paix au Proche-Orient, il soutient l'admission de la Palestine aux Nations unies,[source insuffisante].
En 2015, il est avec Sandrine Mazetier à l'origine d'une pétition de 125 parlementaires demandant l’amnistie du blogueur saoudien Raif Badawi[source insuffisante].
À l'occasion de la sortie du film de Rachid Bouchareb Hors-la-loi et des écrits du Secrétaire d'État aux Anciens combattants Hubert Falco, il interpelle le ministre de la Culture, affirmant que l'État n'a pas à dicter une histoire officielle,. Il demande au président de la République en 2010 puis en 2012 la reconnaissance des crimes coloniaux commis en Algérie le 8 mai 1945 et à Paris le 17 octobre 1961.

#### Enseignement supérieur
En juillet 2007, le débat sur la loi relative aux libertés et responsabilités des universités (LRU) est le premier dossier dont il s'occupe. Il défend, à ce titre, l'encadrement des pouvoirs des présidents d'université et le statut des enseignants-chercheurs,. Il est l'un des soutiens du campus Condorcet, retenu en juillet 2008 par le gouvernement pour amener à la création en 2012 d'un campus des sciences humaines à Aubervilliers.

#### Sécurité
Il s’inquiète en 2007 de l'utilisation annoncée par la Ministre de l'Intérieur Michèle Alliot-Marie de drones de type ELSA pour surveiller les banlieues,.
Il est l'auteur d'une proposition de loi sur la restriction de la commercialisation de l'usage des mini motos, qui a été une des bases de la loi votée sur le sujet en mai 2008,. Il souhaite[Quand ?] la construction d'un nouveau commissariat de police à Aulnay-sous-Bois.
En 2012, il questionne sur les dysfonctionnements du fichier STIC le Ministre de l'Intérieur Manuel Valls, qui promet une amélioration rapide de l'exactitude des informations et des indications de mise hors de cause grâce à la mise en service prochaine du fichier TAJ (traitement d'antécédents judiciaires), qui doit regrouper le STIC et JUDEX,.

## Après 2017
En janvier 2019, il devient président de l'union régionale d'Île-de-France des œuvres et organismes privés non lucratifs sanitaires et sociaux (URIOPSS).
Début 2022, il s'implique dans la campagne présidentielle de Christiane Taubira comme responsable de la mobilisation territoriale dans son équipe de campagne.
En septembre 2022, il est élu président de l'Union nationale interfédérale des œuvres et organismes privés non lucratifs sanitaires et sociaux) (UNIOPSS), où il succède à Patrick Doutreligne.

## Mandats
- Député de la dixième circonscription du 18 juin 2012 au 18 juin 2017
- Député de la troisième circonscription du 17 juin 2007 au 17 juin 2012
- Conseiller régional d'Île-de-France (28 mars 2004 - 1er juillet 2007)[19]
- Maire-adjoint de La Courneuve (18 juin 1995 - 1er mars 2005)
- Vice-président de la Communauté d'agglomération Plaine Commune (18 janvier 2005 - 26 octobre 2007)[125]
- Conseiller municipal de La Courneuve dans la majorité de 1995 à mars 2008, puis dans l'opposition de 2008 à 2014.
- Conseiller municipal d'opposition d'Aulnay-sous-Bois (2014-2020)[28].

## Ouvrage
- Ici, le futur a commencé : la Seine-Saint-Denis, laboratoire de toutes les démocraties, Paris, Tallandier, 2011, 157 p. (ISBN 978-2-84734-918-4, OCLC 779746992, BNF 42589456)

## Sources
1. ↑  « Recueil des actes administratifs de la préfecture de Seine-et-Marne », sur seine-et-marne.gouv.fr, préfecture de Seine-et-Marne, 8 mars 2003.
2. 1 2 3  Mathieu Deslandes, « Dans le 93, Daniel Goldberg sacrifié pour les beaux yeux de Guigou », sur rue89.nouvelobs.com, Rue 89, 23 novembre 2011.
3. ↑  « Daniel Goldberg », lesbiographies.com (consulté le 13 mars 2016).
4. 1 2 3  Éric Bureau, « Protéger les quartiers populaires », sur leparisien.fr, Le Parisien, 19 juin 2007.
5. 1 2 3  « Portrait de Daniel Goldberg », sur galilee.univ-paris13.fr, institut Galilée.
6. ↑  Daniel Goldberg et Vitoriano Ruas (dir.), Applications de la méthode des projections au calcul par éléments finis d'écoulements tridimensionnels de fluides visqueux incompressibles (thèse de doctorat en physique), Paris, université Paris-VI, 1994, 141 p. (OCLC 490214404, SUDOC 043929524)
7. ↑  « Paris 8:Recherches et études doctorales »(Archive.org • Wikiwix • Archive.is • Google • Que faire ?), Université de Paris-VII (consulté le 24 juillet 2008).
8. ↑  Daniel Goldberg, « Mieux me connaître »(Archive.org • Wikiwix • Archive.is • Google • Que faire ?), danielgoldberg.fr (consulté le 13 mars 2016).
9. ↑  https://tel.archives-ouvertes.fr/tel-00131701/document.
10. ↑  Gaétan Supertino, « Traité européen : ces « non » alignés au PS », sur europe1.fr, Europe 1, 9 octobre 2012.
11. ↑  La lettre de Stéphane Troussel, votre conseiller général, numéro 1, 2004.
12. ↑  « Conseillers régionaux », Préfecture de la Seine-Saint-Denis (consulté le 29 juillet 2008).
13. ↑  « Mode de scrutin : la loi du plus fort votant », Daniel Goldberg et Stéphane Troussel, Libération du 3 avril 2003
14. ↑  « Trois questions à Daniel Goldberg », Indicateur Bertrand, 15 décembre 2006 (consulté le 29 juillet 2008).
15. ↑  « Projet de loi relatif au Grand Paris », senat.fr, 20 mai 2010 (consulté le 13 mars 2016).
16. ↑  « RER : les pistes pour améliorer le quotidien des usagers », leparisien.fr, 7 mars 2012 (consulté le 13 mars 2016).
17. ↑  Marie-Hélène Ferbours, « Percée difficile pour la ligne 12 », ville-la-courneuve.fr (consulté le 13 mars 2016).
18. ↑  Yann Lalande, « La Région a statué », ville-la-courneuve (consulté le 13 mars 2016).
19. 1 2  Assemblée nationale ~ Les députés : M. Daniel Goldberg
20. ↑  « Ensemble, réussir La Courneuve »(Archive.org • Wikiwix • Archive.is • Google • Que faire ?), 16 mars 2008 (consulté le 29 juillet 2008).
21. ↑  « Résultats des élections municipales », 16 mars 2008 (consulté le 29 juillet 2008).
22. ↑  « La Courneuve ne veut pas être la poubelle de Paris »(Archive.org • Wikiwix • Archive.is • Google • Que faire ?), NouvelObs.com, 21 février 2010 (consulté le 24 février 2010).
23. ↑  « Mille signatures pour une police municipale », Le Parisien, 25 novembre 2011 (consulté le 17 décembre 2010).
24. ↑  Référendum sur la police municipale en juin, Le Parisien, édition de Seine-Saint-Denis, page 5
25. ↑  « La Courneuve – La police municipale, c’est non ! »(Archive.org • Wikiwix • Archive.is • Google • Que faire ?), 93-infos, 20 juin 2011 (consulté le 4 septembre 2011).
26. ↑  « Pour l'expérimentation et la création urbaine », Le Monde.fr, 18 novembre 2010 (consulté le 18 novembre 2010).
27. ↑  « Les partisans d'Aubry rongent leur frein », L'Express.fr, 3 mars 2011 (consulté le 6 mars 2011).
28. 1 2  « SEINE SAINT-DENIS (93) - Aulnay-sous-Bois », Ministère de l'Intérieur (consulté le 5 avril 2014).
29. ↑  Agence France-Presse, « Congrès du PS: qui soutient qui? »(Archive.org • Wikiwix • Archive.is • Google • Que faire ?), liberation.fr, 26 février 2018 (consulté le 27 février 2018).
30. ↑  Stéphanie Lerouge, « Olivier Faure et les patrons de fédérations PS élus jeudi soir », publicsenat.fr, 29 mars 2018 (consulté le 29 mars 2018).
31. ↑  Thomas Poupeau, « Aulnay : relaxe demandée pour les élus poursuivis par le maire », leparisien.fr, 7 mars 2019 (consulté le 13 mars 2019).
32. ↑  Camille E, « SIDA: des maires LR interdisent une campagne de prévention », mcetv.com, 22 novembre 2016 (consulté le 11 mars 2019).
33. ↑  Charles Delouche, « Aulnay-sous-Bois : taxé d'homophobie, le maire attaque en diffamation ses détracteurs », liberation.fr, 7 mars 2019 (consulté le 11 mars 2019).
34. ↑  Rozenn Le Carboulec, « Un arrêté du maire d’Aulnay-sous-Bois jugé « homophobe » : les élus relaxés », tetu.com, 24 mai 2019 (consulté le 24 mai 2019).
35. ↑  Anthony Lieures et Thomas Poupeau, « Aubervilliers : l’ex-député PS Daniel Goldberg sur la liste de la maire sortante communiste : Celui qui est toujours élu municipal à Aulnay se rallie à la maire d’Aubervilliers Meriem Derkaoui (PCF), disant partager sa vision d’une municipalité qui veut « répondre à l’urgence sociale et climatique, et protège les citoyens », Le Parisien, édition de la Seine-Saint-Denis,‎ 2 janvier 2020 (lire en ligne, consulté le 6 janvier 2020).
36. ↑  La Rumeur d'Aubervilliers, Didier Daeninckx, Aubervilliers, 2009, Le Temps des noyaux.
37. ↑  « Résultats officiels », Ministère de l'Intérieur de l'Outre-mer et des Collectivités Territoriales (consulté le 29 juillet 2008).
38. ↑  « Redécoupage: polémique autour de la circonscription de Marie-George Buffet », La Parisien, 5 mai 2009 (consulté le 5 mai 2009).
39. ↑  « Décision no 2010-602 DC du 18 février 2010 », Conseil constitutionnel, 18 février 2010 (consulté le 18 février 2010).
40. ↑  « Les soutiens à Martine Aubry s'organisent à l'Assemblée »(Archive.org • Wikiwix • Archive.is • Google • Que faire ?), La Provence, 16 juin 2011 (consulté le 17 mai 2011).
41. ↑  « Pour gagner en 2012, la Gauche ne peut renoncer aux classes populaires (Solférino 2012) »(Archive.org • Wikiwix • Archive.is • Google • Que faire ?), L'Humanité.fr, 12 mai 2011 (consulté le 12 mai 2011).
42. ↑  « Législatives PS: les négociations virent à la foire d'empoigne », L'Express, 8 novembre 2011 (consulté le 17 novembre 2011).
43. ↑  « 10e circonscription », Ministère de l'Intérieur (consulté le 19 juin 2012).
44. ↑  qui entend « repenser [le] modèle de croissance, remettre l’égalité des territoires au cœur de l’action publique et créer des cadres démocratiques et participatifs nouveaux », cf. « Pour une « Gauche durable » »(Archive.org • Wikiwix • Archive.is • Google • Que faire ?), Libération, 8 juillet 2012 (consulté le 10 juillet 2012).
45. ↑  « Le non-cumul des mandats, c'est maintenant ! », LeMonde.fr, 27 février 2013 (consulté le 3 mars 2013).
46. ↑  Mathilde Sireau, « Intégré dans l'équipe de Montebourg à son insu, Guy Bedos décline », lefigaro.fr, 2 janvier 2017 (consulté le 2 janvier 2017).
47. ↑  « Résultats des élections législatives 2017 », sur interieur.gouv.fr (consulté le 8 août 2020).
48. ↑  Claire Planchard, « Législatives: Seine-Saint-Denis, le député sortant Daniel Goldberg (PS) éliminé au premier tour », 20minutes.fr, 12 juin 2017 (consulté le 12 juin 2017).
49. ↑  « Logement : lutte contre l'exclusion », Assemblée Nationale (consulté le 20 février 2009).
50. ↑  « La loi Boutin sur le logement est définitivement adoptée »(Archive.org • Wikiwix • Archive.is • Google • Que faire ?), Les Échos, 19 février 2009 (consulté le 20 février 2009).
51. ↑  « Logement social : la TVA à taux réduit, c’est maintenant! », Mediapart, 16 janvier 2013 (consulté le 3 mars 2013).
52. ↑  « Logement et urbanisme : accès au logement et urbanisme rénové »(Archive.org • Wikiwix • Archive.is • Google • Que faire ?), Assemblée nationale (consulté le 17 août 2013).
53. ↑  « Le budget du logement au menu de l’Assemblée, le gouvernement veut rassurer les étudiants »(Archive.org • Wikiwix • Archive.is • Google • Que faire ?), liberation.f, 4 novembre 2015 (consulté le 5 novembre 2015).
54. ↑  Adrien Pouthier, « Deux ans après sa promulgation, la loi Alur attend ses derniers décrets », lemoniteur.fr, 23 mars 2016 (consulté le 24 mars 2016).
55. ↑  Thibault Fingonnet, « Taxe foncière, plus-values, les pistes fiscales pour libérer des terrains »(Archive.org • Wikiwix • Archive.is • Google • Que faire ?), toutsurlesimpots.com, 17 février 2016 (consulté le 18 février 2016).
56. ↑  Marie-Pierre Haddad , « Présidentielle 2017 : ce que traduit le nouvel organigramme de l'équipe de Hamon », rtl.fr, 26 février 2017.
57. ↑  Organigramme de campagne de Benoît Hamon
58. ↑  « Commission d’enquête sur le RER : maintenant, des actes ! », SADUR, 12 mars 2012 (consulté le 12 mars 2012).
59. ↑  « Des pistes pour en finir avec les galères du RER », Le Monde, 7 mars 2012 (consulté le 12 mars 2012).
60. ↑  « Aulnay-sous-Bois : le député Daniel Goldberg visite le QG du RER B », leparisien.fr, 17 avril 2016 (consulté le 17 avril 2016).
61. ↑  « RAPPORT D’INFORMATION DÉPOSÉ PAR LA MISSION D’INFORMATION sur la sûreté aérienne et aéroportuaire », Assemblée nationale (consulté le 24 avril 2016).
62. ↑  « Outre de meilleurs salaires, les agents de sûreté réclament le respect », Le Point via l'Agence France Presse, 21 décembre 2011 (consulté le 5 janvier 2012),« L'Etat aurait-il pu éviter la grève dans les aéroports? », L'Express, 21 décembre 2011 (consulté le 5 janvier 2012).
63. ↑  « Transports aériens : le texte sur le droit de grève adopté à l'Assemblée nationale », Le Monde, 25 janvier 2012 (consulté le 26 janvier 2012).
64. ↑  « Les communes mieux représentées dans la société du Grand Paris »(Archive.org • Wikiwix • Archive.is • Google • Que faire ?), Localtis, 13 novembre 2009 (consulté le 25 novembre 2009).
65. ↑  « Pour une Métropole du Grand Paris: 30 élus de Seine-Saint-Denis s'engagent », The Huffington Post, 16 juillet 2013 (consulté le 17 juillet 2013).
66. ↑  « Travail : accès des étrangers à certaines professions libérales ou privées », Assemblée nationale (consulté le 29 septembre 2010).
67. ↑  « Compte rendu intégral. Première séance du jeudi 19 février 2009 », Assemblée Nationale, 19 février 2009 (consulté le 20 février 2009).
68. ↑  « Daniel Goldberg, les emplois fermés au progrès », poteapote.com, 15 novembre 2010 (consulté le 31 juillet 2016).
69. ↑  Agence France Presse, « "Egalité et citoyenneté": les députés suppriment la condition de nationalité pour certaines professions », 17 juin 2016 (consulté le 31 juillet 2016).
70. ↑  « Proposition de loi visant à supprimer le « délit de solidarité » », Assemblée Nationale (consulté le 26 décembre 2009).
71. ↑  « Des députés PS défendent leur proposition de loi « Welcome » », La Voix du Nord, 3 avril 2009 (consulté le 8 avril 2009).
72. ↑  « Retenue pour vérification du droit au séjour et modification du délit d'aide au séjour irrégulier », Assemblée nationale, 11 décembre 2012 (consulté le 16 décembre 2012).
73. ↑  « Projet de loi visant à supprimer le délit de solidarité: c’est adopté! », sebastien-denaja.com, 12 décembre 2012 (consulté le 31 juillet 2016).
74. ↑  Jean-Baptiste François, « François Lamy : « Je veux pénaliser la discrimination par l’adresse » », la-croix.com, 21 novembre 2013 (consulté le 9 mai 2016).
75. ↑  « Discrimination à l'adresse. Bientôt des sanctions ? », ouest-france.fr, 14 novembre 2013 (consulté le 9 mai 2016).
76. ↑  « Vote des étrangers : la gauche s'impatiente », leparisien.fr, 26 novembre 2012 (consulté le 30 juillet 2016).
77. ↑  Vincent Kranen, « Goldberg sur le droit de vote des étrangers : "C'est une faute que les députés n'aient pas à délibérer" »(Archive.org • Wikiwix • Archive.is • Google • Que faire ?), lcp.fr, 4 novembre 2015 (consulté le 30 juillet 2016).
78. ↑  « PSA Aulnay: Montebourg recevra prochainement les syndicats »(Archive.org • Wikiwix • Archive.is • Google • Que faire ?), L'Expansion, 4 juin 2012 (consulté le 10 juillet 2012).
79. ↑  « RAPPORT D’INFORMATION PAR LA MISSION D’INFORMATION sur les coûts de production en France », assemblee-nationale.fr, 27 mars 2013 (consulté le 9 mai 2016).
80. ↑  « Daniel Goldberg planchera sur les coûts de production », leparisien.fr, 4 octobre 2012 (consulté le 9 mai 2016).
81. ↑  Solène Davesne, « Les pistes des députés pour dépasser le rapport Gallois », usinenouvelle.com, 15 avril 2013 (consulté le 9 mai 2016).
82. ↑  « Les propositions disparates du rapport sur les coûts de production », Usinenouvelle.com, 19 avril 2013 (consulté le 9 mai 2016).
83. ↑  Gwenaël Bourdon, « Aulnay : l’aménagement des terrains PSA se précise », leparisien.fr, 18 décembre 2015 (consulté le 27 décembre 2015).
84. ↑  « Quand Besson régularise les travailleurs en lutte »(Archive.org • Wikiwix • Archive.is • Google • Que faire ?), L'Humanité, 12 février 2009 (consulté le 16 février 2009).
85. ↑  Hélène Bekmezian, « Des « frondeurs » du PS recueillent les doléances de salariés d’Air France », lemonde.fr, 14 octobre 2015 (consulté le 5 novembre 2015).
86. ↑  « Traité de Lisbonne : ceux qui ont dit « non » », Marianne, 5 février 2008 (consulté le 28 février 2012).
87. ↑  « Analyse du scrutin no 861 - Première séance du 21/02/2012 », Assemblée nationale, 21 février 2012 (consulté le 28 février 2012).
88. ↑  Bastien Bonnefous et Nicolas Chapuis, « A La Rochelle, le PS étale ses divisions au grand jour », lemonde.fr, 30 août 2008 (consulté le 22 avril 2016).
89. ↑  « Budget: voici les députés PS qui « frondent », europe1.fr, 23 juin 2014 (consulté le 30 octobre 2014).
90. ↑  « Scrutin public sur la déclaration du Gouvernement sur le projet de programme de stabilité pour 2014-2017 (en application de l'article 50-1 de la Constitution) », sur Assemblée nationale.
91. ↑  Hélène Bekmezian, « 100 députés PS écrivent à Valls pour dénoncer un plan « dangereux économiquement » », lemonde.fr, 17 avril 2014 (consulté le 22 avril 2016).
92. ↑  Mathieu Magnaudeix et Michaël Hajdenberg, « Affaire Morelle, plan d'austérité: les socialistes sont consternés », Mediapart, 17 avril 2014 (consulté le 18 avril 2014).
93. ↑  Sophie Huet, « Loi Macron : les frondeurs ne désarment pas », lefigaro.fr, 12 mai 2015 (consulté le 22 avril 2016).
94. ↑  Tout avait si bien commencé, Jean-Marc Germain, L'Atelier, p. 80.
95. ↑  Laure Equy, « Déchéance de nationalité : des députés PS « mal dans leurs pompes », liberation.fr, 2 décembre 2015 (consulté le 4 décembre 2015).
96. ↑  « Malek Boutih, un bras d'honneur à l'Assemblée », liberation.fr, 29 janvier 2016 (consulté le 30 juillet 2016).
97. ↑  Lilian Alemagna, « Inversion de la «hiérarchie des normes», la pomme de discorde décortiquée », liberation.fr, 8 mai 2016 (consulté le 9 mai 2016).
98. ↑  « A Aulnay, le PCF écrit au député PS », leparisien.fr, 29 juin 2016 (consulté le 30 juillet 2016).
99. ↑  Pouria Amirshahi, « Loi Travail : saisine du Conseil constitutionnel », pouriaamirshahi.fr, 21 juillet 2016 (consulté le 30 juillet 2016).
100. ↑  « L'organigramme de l'équipe de campagne d'Arnaud Montebourg dévoilé », liberation.fr, 2 janvier 2016.
101. ↑  « Groupe d'amitié France-Union des Comores », Assemblée Nationale (consulté le 22 novembre 2009).
102. ↑  « Le groupe d’amitié "France-Comores" visite l’archipel », migrantsoutremer.org, 6 octobre 2010 (consulté le 17 avril 2016).
103. ↑  « Crash de l'Airbus de Yemenia: pourquoi la vérité tarde à éclater », 20minutes.fr, 29 janvier 2014 (consulté le 17 avril 2016).
104. ↑  « Comores: le rôle de la diaspora au centre de la visite d'un député français », rfi.fr, 18 septembre 2016 (consulté le 18 septembre 2016).
105. ↑  « Vives réactions après une plaisanterie douteuse de Macron sur les «kwassa-kwassa» qui «amènent du Comorien» », sur 20 minutes, 3 juin 2017 (consulté le 3 juin 2017).
106. ↑  Dan Rosh, « Jean-Marc Ayrault, les juifs et le conflit Israël-Palestine. « Aussi bavard qu’un mur ». »(Archive.org • Wikiwix • Archive.is • Google • Que faire ?), lphinfo.com, 15 février 2016 (consulté le 22 avril 2016)
107. ↑  « L’Assemblée nationale vote la reconnaissance d’un Etat palestinien », gauchemip.org, 6 décembre 2014 (consulté le 22 avril 2016).
108. ↑  Agence France Presse, « Arabie: appel de députés à la clémence pour le blogueur condamné », pouriaamirshahi.fr, 2 juillet 2015 (consulté le 15 juillet 2015).
109. ↑  « La polémique « Hors-la-loi » continue », leparisien.fr, 5 mai 2010 (consulté le 2 avril 2016).
110. ↑  « film "Hors-la-loi" », Assemblée nationale (consulté le 30 octobre 2014).
111. ↑  « Un député français interpelle le Président sur les crimes coloniaux », Algérie-Focus, 6 juillet 2012 (consulté le 10 juillet 2012).
112. ↑  « Séance du mercredi 25 juillet 2007 », Assemblée Nationale, 25 juillet 2007 (consulté le 24 février 2010).
113. ↑  « Pécresse aux députés PS: "vous n'avez que le mot +retrait+ à la bouche!" », leparisien.fr, 10 février 2009 (consulté le 9 mai 2016).
114. ↑  « Aubervilliers aura son campus universitaire »(Archive.org • Wikiwix • Archive.is • Google • Que faire ?), Mairie d'Aubervilliers, 11 juillet 2008 (consulté le 24 juillet 2008).
115. ↑  « Foire du drone en banlieue »(Archive.org • Wikiwix • Archive.is • Google • Que faire ?), L'Humanité, 16 octobre 2007 (consulté le 18 septembre 2008).
116. ↑  « Question écrite au Ministre de l'Intérieur no 25907 », Assemblée Nationale, 16 septembre 2008 (consulté le 18 septembre 2008).
117. ↑  « Mini-motos: la proposition de loi définivement [sic] adoptée », maire-info.com, 16 mai 2008 (consulté le 30 juillet 2016).
118. ↑  « Proposition de loi no 371 », Assemblée Nationale, 22 novembre 2007 (consulté le 23 juin 2008).
119. ↑  « Commissariat d’Aulnay : le député PS va rencontrer le ministre », leparisien.fr, 26 février 2016 (consulté le 30 juillet 2016).
120. ↑  « Question écrite no 3930 », Assemblée nationale, 30 octobre 2012 (consulté le 3 novembre 2012).
121. ↑  « Fiché un jour, fiché toujours », Le Parisien, édition 93,‎ 1er mars 2013 (ISSN 0767-3558, lire en ligne)
122. ↑  « Daniel Goldberg est élu à la présidence de l'Uriopss Île-de-France », sur hospimedia.fr, 8 janvier 2019 (consulté le 9 janvier 2019).
123. ↑  Frédéric Rivière, « Daniel Goldberg: «la démarche de Christiane Taubira est de pratiquer l’unité» », sur rfi.fr, 19 janvier 2022 (consulté le 19 janvier 2022).
124. ↑  « Daniel Goldberg, nouveau président de l’Uniopss », sur uniopss.asso.fr, 21 septembre 2022 (consulté le 22 septembre 2023).
125. ↑  « Fiche sur le site de l'Assemblée Nationale », Assemblée Nationale (consulté le 22 juillet 2008).